# Colin Delaney
Colin Matthew Delaney (Rochester (New York), 7 september 1986) is een Amerikaans professioneel worstelaar die werkzaam was bij World Wrestling Entertainment (WWE), van 2007 tot 2008.

## Loopbaan
Delaney startte eerst als een commentator voor Roc City Wrestling, een worstelpromotie in Rochester (New York). Daarna werd Delaney getraind als een worstelaar en ging dan later worstelen voor verscheidene onafhankelijke promoties (Independents circuits) zoals NWA Empire, NWA Upstate, Chikara, UWA Hardcore Wrestling in Canada, Squared Circle Wrestling, Buffalo Championship Wrestling, Roc City Wrestling en CZW onder zijn ringnaam Colin Olsen als deel van de tag team, The Olsen Twins, met partner en kayfabe broer Jimmy Olsen.
Delaney (als Colin Olsen) won daar verscheidene titels en won op 14 november 2004 zijn eerste kampioenschap toen hij samen met zijn kayfabe broer Jimmy Olsen het NWA Upstate Tag Team Championship won door Ring Crew Express (Kevin Dunn en Mean Marcos) te verslaan. 
In 2007 maakte Delaney zijn World Wrestling Entertainment (WWE) debuut als een jobber en was te zien op de ECW-brand. In december 2008 en januari 2009 verloor Delaney al zijn wedstrijden van Shelton Benjamin, Mark Henry en John Morrison en The Miz in een Handicap match. Tussendoor werd Delaney ook meerdere keren tot moes geslagen door Big Daddy V, Kane en The Great Khali. Op 26 februari 2008 won Delaney zijn eerste WWE-match toen hij samen met Tommy Dreamer in een tag team match John Morrison en The Miz versloegen. Daarna had Delaney een verhaallijn met de ECW General Manager, Armando Estrada, om een ECW-contract te verkrijgen.
Op 20 juli 2008 veranderde Delaney tijdens de The Great American Bash in een heel en keerde zich tegen Dreamer en dat kostte zijn ECW Championship match tegen Henry. Op 15 augustus 2008 werd Delaneys WWE-contract afgelopen vanwege budgetproblemen.
Na zijn WWE-periode, Delaney worstelde terug bij verscheidene onafhankelijke promoties en won daar opnieuw titels. 

## In worstelen
- Als Colin Delaney
  - Finishers
    - DDT (WWE; geadopteerd van Tommy Dreamer)
    - Lung Blower

  - Signature moves
    - Backslide
    - Dropkick, sometimes from the top rope[26]
    - Roll-up

- Als Colin Olsen
  - Finishers
    - Lung Blower

  - Signature moves
    - Backslide
    - Running jumping chop drop

- Bijnamen
  - "The Extremely Cute Wrestler"
  - "The Big League Superstar"

- Entree thema's
  - "Toxic (Remix)" van Britney Spears
  - "UnStable" van Jay Preston en Joe Loftus
  - "TiK ToK" van Ke$ha

## Prestaties
- Absolute Intense Wrestling

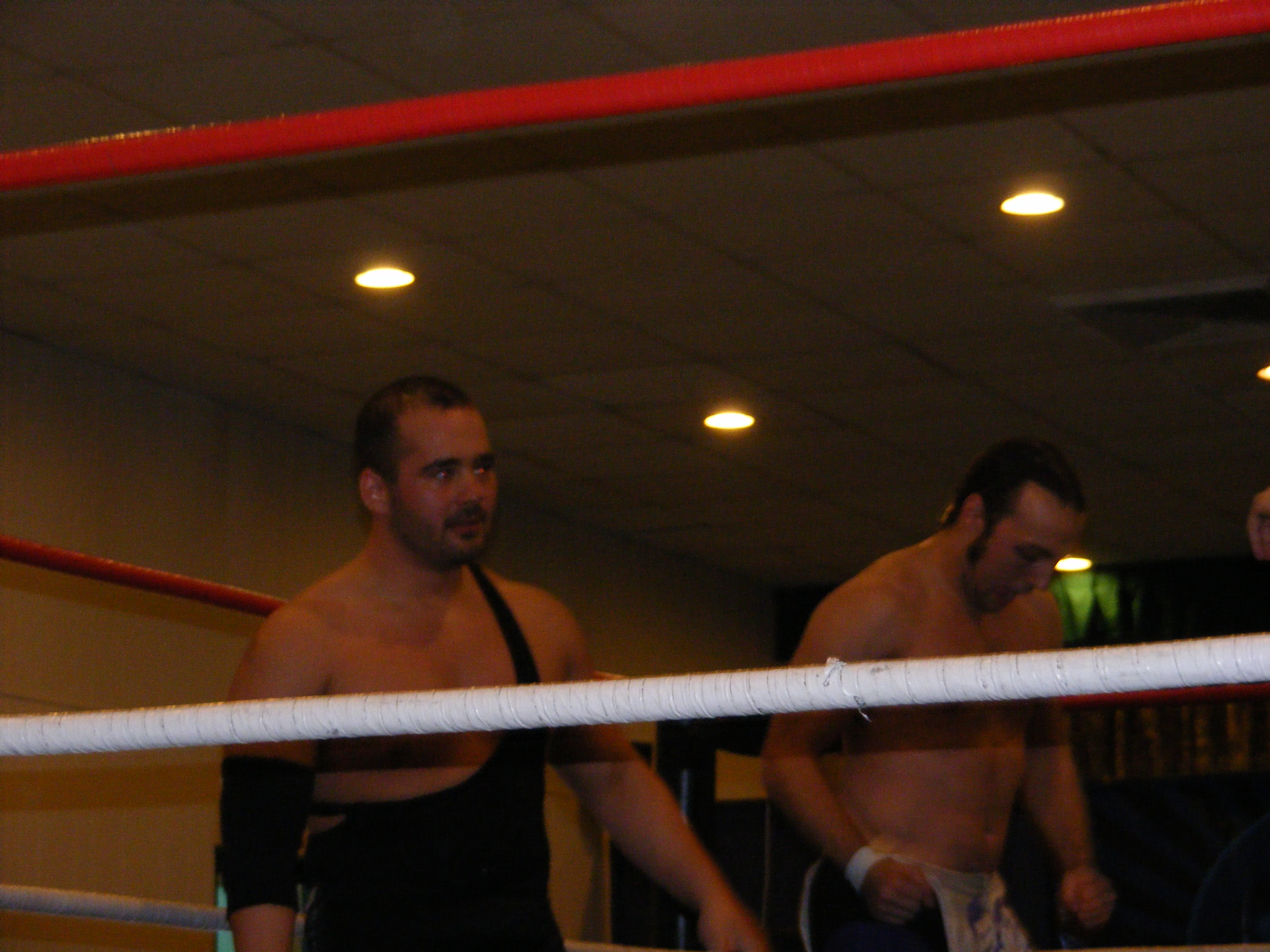
V.l.n.r. Jimmy en Colin (Delaney) Olsen

  - AIW Tag-Team Championship (1 keer, huidig; met Jimmy Olsen)

- NWA Empire
  - NWA Empire Heavyweight Championship (1 keer)
  - NWA Empire Tag Team Championship (1 keer met Mean Marcos)
  - NWA Empire Lord of the Dance Championship (1 keer)

- NWA Upstate
  - NWA Upstate Tag Team Championship (1 keer met Jimmy Olsen)

- Roc City Wrestling
  - RCW Tag Team Championship (1 keer met Jimmy Olsen)

- Squared Circle Wrestling
  - 2CW Tag Team Championship (1 keer, huidig; met Jimmy Olsen)